# Lista primarilor din Constanța
Aceasta este o listă a primarilor din Constanța. Informațiile sunt în general preluate din articolele „Primarii Constanței, de la începuturi până în prezent”, publicat pe 27 ianuarie 2016 de ReplicaOnline.ro, „Governors-Mayors-Port Masters”, publicat de portalul blacksea.gr, respectiv „Cine sunt primarii pe care Constanța i-a avut în perioada 1990 - 2015”, publicat pe 9 iunie 2015 în Ziua de Constanța. Acolo unde au putut fi obținute informații suplimentare sau corectate informațiile existente, au fost indicate sursele.

## Context
Intrarea Dobrogei de Nord în componența României a fost decisă prin tratatele de la San-Stefano și Berlin, din februarie și iunie 1878. În luna noiembrie 1878, în Monitorul Oficial au început să fie publicatele numele persoanelor desemnate de statul român pentru a ocupa diferite funcții din ramura administrativă în noul ținut. Prefectul noului județ Constanța a fost numit Remus Opran, la acea vreme procurorul general al Curții de Apel București. „Luarea în stăpânire” a districtului Kiustenge, denumirea din acel moment a ținutului, s-a făcut pe 14 noiembrie 1878, când domnitorul Carol I s-a deplasat „în capul oștirii” la Brăila, însoțit de președintele consiliului de miniștri. Și la Constanța (Kiustenge) au fost organizate ceremonii, iar la ora 10 dimineața, în biserica grecească din localitate, s-a oficiat un Te Deum la care au asistat autoritățile militare locale ruse, reprezentanți ai puterilor străine, notabilii orașului și un număr mare de cetățeni din toate clasele sociale.
În luna decembrie, prefectul Opran a invitat diversele comunități din Constanța, oraș în care românii constituiau o minoritate, să își desemneze delegați pentru alegerea autorității municipale. Comunitatea greacă i-a propus pe Antonio Alexandrides și Basilio Gombo (românizați Antonio Alexandridi și Vasile Gombo), comunitatea musulmană i-a propus pe Ali Kadâr Effendi și Hafus Regep Effendi, iar comunitatea bulgară, având un număr mai redus, l-a sprijinit pe negustorul evreu Bohor Seni. Conform ziarelor vremii, comunitatea românească simpatiza cu opțiunile comunității grecești.
În luna noiembrie 1878 fusese adoptat Regulamentul de organizare și împărțire administrativă a Dobrogei, la redactarea căruia a avut o contribuție majoră ministrul de interne C.A. Rosetti. Pe baza acestui regulament, la 12 decembrie 1878 s-a constituit primul consiliu comunal al orașului Constanța, denumit astăzi consiliu local, alcătuit din Antonio Alexandridi, Basilio Gombo, Ali Kadâr Effendi, Hafus Regep Effendi și Bohor Seni. Primul primar al orașului Constanța a fost desemnat Antonio Alexandridi.
| Nr. crt. | Nume                                                                    | Data nașterii/ decesului                                              | Ocupație                                                              | Mențiuni | De la                                                                 | Până la                                                               | Partid                                                                | Imagine                                                               |
| Perioada monarhică (principat de la 1878, apoi regat din martie 1881) | Perioada monarhică (principat de la 1878, apoi regat din martie 1881)   | Perioada monarhică (principat de la 1878, apoi regat din martie 1881) | Perioada monarhică (principat de la 1878, apoi regat din martie 1881) | Perioada monarhică (principat de la 1878, apoi regat din martie 1881)                                                                        | Perioada monarhică (principat de la 1878, apoi regat din martie 1881) | Perioada monarhică (principat de la 1878, apoi regat din martie 1881) | Perioada monarhică (principat de la 1878, apoi regat din martie 1881) | Perioada monarhică (principat de la 1878, apoi regat din martie 1881) |
| --- | ----------------------------------------------------------------------- | --------------------------------------------------------------------- | --------------------------------------------------------------------- | --- | --------------------------------------------------------------------- | --------------------------------------------------------------------- | --------------------------------------------------------------------- | --------------------------------------------------------------------- |
| 1 (1) | Antonio A. Alexandridi (nume real Antonio Alexandrides)                 | ? – ?                                                                 |                                                                       | primul mandat | 12 decembrie 1878                                                     | august 1880                                                           |                                                                       |                                                                       |
| 2 (1) | Panait Holban                                                           | 1843 – 2 octombrie 1909                                               | avocat                                                                | primul mandat | septembrie 1880                                                       | aprilie 1882                                                          |                                                                       |                                                                       |
| 3 (2) | Antonio A. Alexandridi                                                  | ? – ?                                                                 |                                                                       | al doilea mandat | aprilie 1882                                                          | februarie 1883                                                        |                                                                       |                                                                       |
| 4 (2) | Panait Holban                                                           | 1843 – 2 octombrie 1909                                               | avocat                                                                | al doilea mandat | februarie 1883                                                        | februarie 1886                                                        |                                                                       |                                                                       |
| 5 (1) | Mihail Coiciu (sau Mihail Koiciu)                                       | 1842 – martie 1914                                                    | avocat                                                                | primul mandat | februarie 1886                                                        | septembrie 1888                                                       | PNL                                                                   |                                                                       |
| 6 (3) | Panait Holban                                                           | 1843 – 2 octombrie 1909                                               | avocat                                                                | al treilea mandat | octombrie 1888                                                        | august 1891                                                           |                                                                       |                                                                       |
| 7 (2) | Mihail Coiciu                                                           | 1842 – martie 1914                                                    | avocat                                                                | al doilea mandat | august 1891                                                           | decembrie 1891                                                        | PNL                                                                   |                                                                       |
| 8 | Alexandru Belcik                                                        | ? – ?                                                                 |                                                                       | | decembrie 1891                                                        | aprilie 1892                                                          |                                                                       |                                                                       |
| 9 (3) | Mihail Coiciu                                                           | 1842 – martie 1914                                                    | avocat                                                                | al treilea mandat | aprilie 1892                                                          | iunie 1897                                                            | PNL                                                                   |                                                                       |
| 10 | Eugen Schina                                                            | ? – ?                                                                 |                                                                       | | iunie 1897                                                            | decembrie 1899                                                        |                                                                       |                                                                       |
| 11 (1) | Ion Bănescu                                                             | 1851 – 14 noiembrie 1909                                              | profesor, geograf, arheolog, istoric                                  | primul mandat | ianuarie 1900                                                         | 13 aprilie 1900                                                       | 0 PC                                                                  |                                                                       |
| 12 | Mihai Polizu-Micșunești                                                 | 1842 – 2 iulie 1916                                                   | dramaturg, publicist, pictor, diplomat                                | | 17 aprilie 1900                                                       | septembrie 1901                                                       | 0 PC                                                                  |                                                                       |
| 13 (1) | Cristea Georgescu (sau Christea Georgescu)                              | 20 iulie 1860 – 22 mai 1908                                           | judecător, avocat, profesor                                           | primul mandat | 21 septembrie 1901                                                    | noiembrie 1901                                                        | PNL                                                                   |                                                                       |
| 14 | Pandele Tărușanu                                                        | ? – ?                                                                 | inginer                                                               | | noiembrie 1901                                                        | februarie 1902                                                        | PNL                                                                   |                                                                       |
| 15 (2) | Cristea Georgescu                                                       | 20 iulie 1860 – 22 mai 1908                                           | judecător, avocat, profesor                                           | al doilea mandat | februarie 1902                                                        | septembrie 1904                                                       | PNL                                                                   |                                                                       |
| 16 | George Benderli (sau George Benderly)                                   | 1865 – 8 iulie 1932                                                   | avocat                                                                | | septembrie 1904                                                       | decembrie 1904                                                        | PNL                                                                   |                                                                       |
| 17 (4) | Panait Holban                                                           | 1843 – 2 octombrie 1909                                               | avocat                                                                | al patrulea mandat | decembrie 1904                                                        | februarie 1905                                                        |                                                                       |                                                                       |
| 18 (2) | Ion Bănescu                                                             | 1851 – 14 noiembrie 1909                                              | profesor, geograf, arheolog, istoric                                  | al doilea mandat | februarie 1905                                                        | 15 martie 1907                                                        | 0 PC                                                                  |                                                                       |
| 19 (3) | Cristea Georgescu                                                       | 20 iulie 1860 – 22 mai 1908                                           | judecător, avocat, profesor                                           | al treilea mandat | 15 martie 1907                                                        | 22 mai 1908                                                           | PNL                                                                   |                                                                       |
| 20 (1) | Virgil P. Andronescu                                                    | 1871 – aprilie 1936                                                   | profesor, traducător                                                  | primul mandat | 23 mai 1908                                                           | 1 august 1908                                                         | PNL                                                                   |                                                                       |
| 21 | George Boteanu                                                          | ? – ?                                                                 | avocat                                                                | | august 1908                                                           | martie 1910                                                           |                                                                       |                                                                       |
| 22 (4) | Mihail Coiciu                                                           | 1842 – martie 1914                                                    | avocat                                                                | al patrulea mandat | martie 1910                                                           | iulie 1910 (demisie)                                                  | PNL                                                                   |                                                                       |
| 23 (2) | Virgil P. Andronescu                                                    | 1871 – aprilie 1936                                                   | profesor, traducător                                                  | al doilea mandat (interimar) | 7 iulie 1910                                                          | noiembrie 1910                                                        | PNL                                                                   |                                                                       |
| 24 | Ioan N. Roman                                                           | 20 iulie 1866 – 12 iulie 1931                                         | publicist, scriitor, poet, ziarist, jurist                            | | noiembrie 1910                                                        | decembrie 1910                                                        | PNL                                                                   |                                                                       |
| 25 | Titus Cananău (sau Titus Cănănău)                                       | ? – octombrie 1919                                                    | inginer                                                               | | decembrie 1910                                                        | octombrie 1912                                                        | 0 PC                                                                  |                                                                       |
| 26 | Mircea Solacolu                                                         | 1880 – ?                                                              | agronom, moșier                                                       | | noiembrie 1912                                                        | august 1913                                                           | 0 PC                                                                  |                                                                       |
| 27 (3) | Virgil P. Andronescu                                                    | 1871 – aprilie 1936                                                   | profesor, traducător                                                  | al treilea mandat | august 1913                                                           | octombrie 1916                                                        | PNL                                                                   |                                                                       |
| În urma înfrângerii de la Turtucaia și sub presiunea trupelor germano-bulgare, trupele române s-au retras treptat pe un aliniament situat la sud de calea ferată Cernavodă–Constanța. La sfârșitul lunii septembrie 1916, aviația germană a bombardat Constanța și alte orașe de pe malul Dunării. În dimineața zilei de 9/22 octombrie, generalul rus Andrei Zaioncikovski, comandant al Armatei de Dobrogea, a dat ordinul de părăsire a orașului. Un comunicat militar oficial din 11/24 octombrie 1916, publicat de Marele Cartier General la ora 7 dimineața, menționa sec: „Constanța a fost ocupată de inamic”. Înainte de intrarea trupelor germano-bulgare în oraș, autoritățile române au reușit totuși să evacueze documentele și arhivele primăriei. Perioada din 1916 până în 1918 a fost marcată de o administrație germano-bulgară, timp în care autoritățile române s-au retras în Moldova, la Iași. Ordinul de înființare a administrației germane pe teritoriul românesc al Dobrogei a fost emis la 24 octombrie 1916, iar ocupația a durat până în noiembrie 1918, când autoritățile române s-au întors în Dobrogea, iar Virgil P. Andronescu și-a reluat mandatul. |                                                                         |                                                                       |                                                                       | |                                                                       |                                                                       |                                                                       |                                                                       |
| 27 (3) | Virgil P. Andronescu                                                    | 1871 – aprilie 1936                                                   | profesor, traducător                                                  | al treilea mandat | decembrie 1918                                                        | ianuarie 1920                                                         | PNL                                                                   |                                                                       |
| 28 | Nicolae N. Botez                                                        | ? – ?                                                                 |                                                                       | | ianuarie 1920                                                         | martie 1920                                                           |                                                                       |                                                                       |
| 29 | Mihail Turbatu                                                          | ? – 22 martie 1929                                                    | lucrător feroviar, șef de gară                                        | | martie 1920                                                           | iunie 1920                                                            |                                                                       |                                                                       |
| 30 | Eustație Sachelarie                                                     | ? – ?                                                                 |                                                                       | | iunie 1920                                                            | aprilie 1921                                                          |                                                                       |                                                                       |
| 31 | Traian Constantinescu                                                   | ? – ?                                                                 |                                                                       | | aprilie 1921                                                          | noiembrie 1921                                                        |                                                                       |                                                                       |
| 32 (1) | Ion Theodorescu-Valahu                                                  | 1 iunie 1889 – 1957                                                   | avocat                                                                | primul mandat | noiembrie 1921                                                        | ianuarie 1922                                                         |                                                                       |                                                                       |
| 33 | Ion Mărășescu                                                           | ? – ?                                                                 |                                                                       | | ianuarie 1922                                                         | ianuarie 1922                                                         |                                                                       |                                                                       |
| 34 (4) | Virgil P. Andronescu                                                    | 1871 – aprilie 1936                                                   | profesor, traducător                                                  | al patrulea mandat | ianuarie 1922                                                         | noiembrie 1925                                                        | PNL                                                                   |                                                                       |
| 35 (1) | Nicolae Mărgărint                                                       | ? – ?                                                                 | medic                                                                 | primul mandat | 22 noiembrie 1925                                                     | martie 1926                                                           | PNL                                                                   |                                                                       |
| 36 | Alexandru Pilescu                                                       | 1847 – 15 ianuarie 1945                                               | medic                                                                 | | 12 martie 1926                                                        | 19 octombrie 1926                                                     | PP                                                                    |                                                                       |
| 37 (1) | Ion Bentoiu                                                             | 6 noiembrie 1883 – 20 august 1952                                     | traducător, poet, profesor, avocat                                    | primul mandat | 19 octombrie 1926                                                     | iunie 1927                                                            | PNȚ                                                                   |                                                                       |
| 38 (2) | Nicolae Mărgărint                                                       | ? – ?                                                                 | medic                                                                 | al doilea mandat | septembrie 1927                                                       | 12 noiembrie 1928 (demisie)                                           | PNL                                                                   |                                                                       |
| 39 | Francisc Sachetti                                                       | 26 octombrie 1874 – ?                                                 | negustor, jurnalist                                                   | | noiembrie 1928                                                        | octombrie 1929                                                        | PNȚ                                                                   |                                                                       |
| 40 (1) | Gheorghe S. Popescu                                                     | ? – ?                                                                 | profesor, institutor                                                  | primul mandat (întrerupt după dizolvarea consiliului municipal)                                                                              | octombrie 1929                                                        | 24 iulie 1931                                                         | PNȚ                                                                   |                                                                       |
| 41 (2) | Ion Theodorescu-Valahu                                                  | 1 iunie 1889 – 1957                                                   | avocat                                                                | al doilea mandat | 24 iulie 1931                                                         | iunie 1932                                                            |                                                                       |                                                                       |
| 42 | Victor Fiacescu                                                         | ? – ? februarie 1974                                                  | avocat                                                                | | 12 iunie 1932                                                         | 18 decembrie 1932                                                     | PNȚ                                                                   |                                                                       |
| 43 (2) | Gheorghe S. Popescu                                                     | ? – ?                                                                 | profesor, institutor                                                  | al doilea mandat (dizolvarea consiliului municipal a fost anulată de Curtea de Apel Constanța, iar Gheorghe S. Popescu și-a reluat mandatul) | 18 decembrie 1932                                                     | decembrie 1933                                                        | PNȚ                                                                   |                                                                       |
| 44 (3) | Nicolae Mărgărint                                                       | ? – ?                                                                 | medic                                                                 | al treilea mandat | decembrie 1933                                                        | martie 1934                                                           | PNL                                                                   |                                                                       |
| 45 (1) | Horia P. Grigorescu                                                     | 19 iunie 1896 – ?                                                     | avocat                                                                | primul mandat | 20 martie 1934                                                        | decembrie 1937                                                        | PNL                                                                   |                                                                       |
| 46 | Constantin Florescu                                                     | ? – ?                                                                 | magistrat                                                             | | ianuarie 1938                                                         | septembrie 1938                                                       |                                                                       |                                                                       |
| 47 | Teodor Nicolau (nume real Toader Nicolae)                               | 3 septembrie 1879 – 19 august 1952                                    | general, istoric militar                                              | | 19 septembrie 1938                                                    | iunie 1940                                                            |                                                                       |                                                                       |
| 48 (2) | Horia P. Grigorescu                                                     | 19 iunie 1896 – ?                                                     | avocat                                                                | al doilea mandat | 19 iulie 1940                                                         | 4 octombrie 1940 (demisie)                                            | FRN                                                                   |                                                                       |
| 49 | Traian Puiu (sau Puiu Traian)                                           | 28 februarie 1913 – ?                                                 | contabil                                                              | | 6 octombrie 1940                                                      | 7 februarie 1941                                                      | ML                                                                    |                                                                       |
| 50 (2) | Ion Bentoiu                                                             | 6 noiembrie 1883 – 20 august 1952                                     | traducător, poet, profesor, avocat                                    | al doilea mandat | 7 februarie 1941                                                      | 11 februarie 1941 (demisie)                                           | PNȚ                                                                   |                                                                       |
| 51 | Nicolae Rădulescu-Dobrogea                                              | ? – ?                                                                 |                                                                       | | 11 februarie 1941                                                     | septembrie 1941                                                       |                                                                       |                                                                       |
| 52 | Nicolae Oprescu                                                         | ? – ?                                                                 | colonel                                                               | | septembrie 1941                                                       | septembrie 1944                                                       |                                                                       |                                                                       |
| 53 | Dumitru Voicu                                                           | ? – ?                                                                 |                                                                       | | septembrie 1944                                                       | noiembrie 1944                                                        |                                                                       |                                                                       |
| 54 | Alexandru Șteflea                                                       | 1898 – 20 octombrie 1977                                              | avocat, diplomat, ziarist                                             | | 2 noiembrie 1944                                                      | aprilie 1945                                                          | PNP                                                                   |                                                                       |
| 55 | Ion Popescu                                                             | ? – ?                                                                 |                                                                       | | aprilie 1945                                                          | decembrie 1946                                                        | 0 PSDR                                                                |                                                                       |
| 56 | Gheorghe Olteanu                                                        | ? – ?                                                                 |                                                                       | | ianuarie 1947                                                         | iulie 1950                                                            |                                                                       |                                                                       |
| Perioada republicană (începând din ianuarie 1948) |                                                                         |                                                                       |                                                                       | |                                                                       |                                                                       |                                                                       |                                                                       |
| 57 | Ilie Nicolae                                                            | ? – ?                                                                 |                                                                       | | iulie 1950                                                            | decembrie 1950                                                        |                                                                       |                                                                       |
| 58 | Gheorghe Radnev                                                         | ? – 12 aprilie 1975                                                   |                                                                       | | decembrie 1950                                                        | ianuarie 1954                                                         | PCR                                                                   |                                                                       |
| 59 (1) | Tudose Vasiliu                                                          | 16 ianuarie 1908 – ? iulie 1975                                       |                                                                       | primul mandat | ianuarie 1954                                                         | decembrie 1955                                                        | PCR                                                                   |                                                                       |
| 60 | Marin Stancu                                                            | ? – ?                                                                 |                                                                       | | decembrie 1955                                                        | ianuarie 1959                                                         | PCR                                                                   |                                                                       |
| 61 (2) | Tudose Vasiliu                                                          | 16 ianuarie 1908 – ? iulie 1975                                       |                                                                       | al doilea mandat | ianuarie 1959                                                         | ianuarie 1961                                                         | PCR                                                                   |                                                                       |
| 62 | Nicolae Petre (sau Petre Nicolae)                                       | 15 mai 1912 – 1985                                                    | lăcătuș                                                               | | ianuarie 1961                                                         | noiembrie 1974                                                        | PCR                                                                   |                                                                       |
| 63 | Gheorghe Trandafir                                                      | ? – ?                                                                 |                                                                       | | noiembrie 1974                                                        | octombrie 1979                                                        | PCR                                                                   |                                                                       |
| 64 | Gheorghe Popa (menționat incorect ca Gheorghe Fota în ReplicaOnline.ro) | ? – ?                                                                 |                                                                       | | octombrie 1979                                                        | octombrie 1984                                                        | PCR                                                                   |                                                                       |
| 65 | Gheorghe Marinică                                                       | 7 martie 1935 – ? ianuarie 2025                                       | profesor, publicist, scriitor                                         | | octombrie 1984                                                        | decembrie 1989                                                        | PCR                                                                   |                                                                       |
| 66 | Radu Marian                                                             | 3 mai 1951 –                                                          | arhitect                                                              | | 1 ianuarie 1990                                                       | 10 ianuarie 1990 (demisie)                                            |                                                                       |                                                                       |
| 67 | Călin Dragomir Marinescu                                                | 1949 –                                                                | inginer naval                                                         | | februarie 1990                                                        | august 1990                                                           | FSN                                                                   |                                                                       |
| 68 | Adrian Manole                                                           | 6 iunie 1957 –                                                        |                                                                       | | august 1990                                                           | septembrie 1991                                                       | FSN                                                                   |                                                                       |
| 69 | Tudor Baltă                                                             | 17 septembrie 1950 –                                                  | economist                                                             | | septembrie 1991                                                       | februarie 1992                                                        | FSN                                                                   |                                                                       |
| 70 | Corneliu Neagoe                                                         | 6 mai 1943 –                                                          | medic pediatru                                                        | | martie 1992                                                           | iunie 1996                                                            | PNȚCD                                                                 |                                                                       |
| 71 | Gheorghe Mihăieși                                                       | ? –                                                                   |                                                                       | | iunie 1996                                                            | iunie 2000                                                            | PD                                                                    |                                                                       |
| 72 | Radu-Ștefan Mazăre                                                      | 5 iulie 1968 –                                                        | inginer, ziarist                                                      | | iunie 2000                                                            | 22 mai 2015                                                           | PSD                                                                   |                                                                       |
| 73 | Decebal Făgădău                                                         | 14 martie 1973 –                                                      | economist, sociolog                                                   | | 24 iunie 2016                                                         | 2 noiembrie 2020                                                      | PSD                                                                   |                                                                       |
| 74 | Vergil Chițac                                                           | 10 septembrie 1962 –                                                  | inginer, profesor universitar                                         | | septembrie 2020                                                       |                                                                       | PNL                                                                   |                                                                       |